# Leblon
 Leblon é um bairro nobre da Zona Sul do município do Rio de Janeiro, no Brasil. Localiza-se entre a Lagoa Rodrigo de Freitas, o oceano Atlântico, o Morro Dois Irmãos e o Canal do Jardim de Alá. O bairro faz divisa com Gávea, Lagoa, Ipanema e Vidigal. Seus habitantes pertencem, majoritariamente, à classe alta, incluindo alguns dos nomes da elite cultural, econômica e política carioca. No entanto, há também moradores de classe média, especialmente aqueles que vivem no bairro há muitos anos, além dos moradores da comunidade da Cruzada São Sebastião. Algumas de suas vias mais tradicionais são as avenidas Delfim Moreira, Visconde de Albuquerque, Ataulfo de Paiva, Bartolomeu Mitre e Afrânio de Melo Franco e a rua Rainha Guilhermina. No bairro estão localizadas as estações de metrô Antero de Quental e Jardim de Alah.
É o bairro com o metro quadrado mais caro do Brasil. Os apartamentos de maior valor estão situados na orla.
No Leblon está localizado um dos prédios administrativos da TV Globo.
O dia do Leblon é comemorado a 26 de julho, pois nessa data do ano de 1919 foi definida a configuração atual da maior parte de suas ruas.

## Etimologia
Até as últimas décadas do século XIX, era um território arenoso ocupado por algumas chácaras. O francês conhecido por Carlos Leblon, possuidor de uma empresa de pesca de baleias, tinha, ali, uma dessas chácaras desde 1845, razão pela qual a região ficou sendo conhecida como Campo do Leblon, denominação informal que acabou fixada ao bairro.

## História

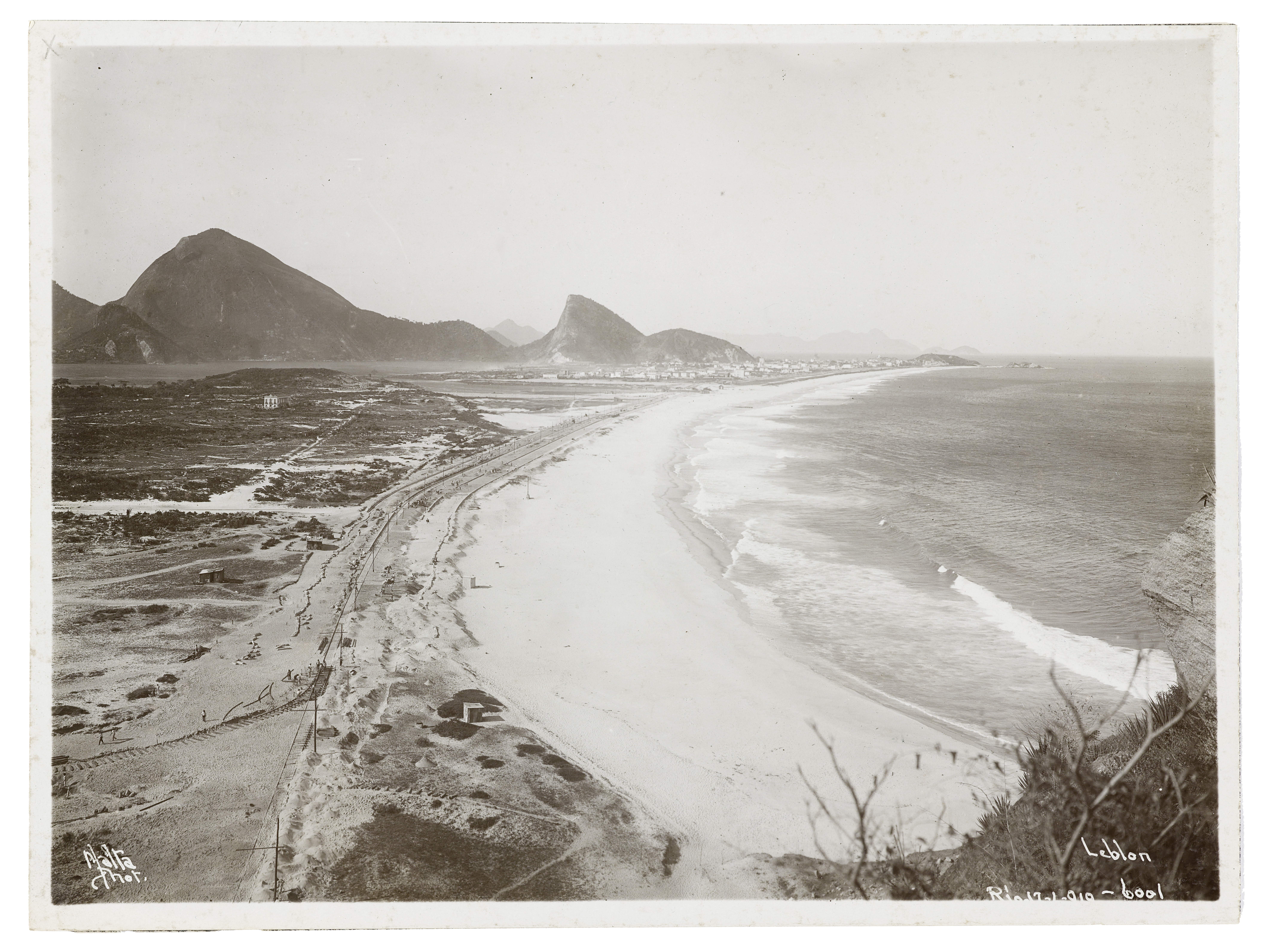
Leblon no século XX

O primeiro registro escrito sobre a atual região ocupada pelo bairro é um mapa feito por exploradores franceses em 1558. No mapa, a região coincide com a aldeia tamoia de Kariané. Nesse mesmo século, após a vitória dos portugueses sobre os franceses no conflito da França Antártica, o governador português Antônio Salema espalhou roupas infectadas com o vírus da varíola nas matas às margens da Lagoa Rodrigo de Freitas, com o propósito de exterminar os índios tamoios que habitavam a região e, assim, estabelecer engenhos de cana-de-açúcar. Em 1603, Antônio Pacheco Calheiros obteve a posse por enfiteuse (empréstimo) da região, chamada na época de "Costa Brava" ou "Praia Brava". Em 1606, a posse das terras foi passada a Afonso Fernandes.
Em 1609, foi passada a Martim de Sá, governador do Rio de Janeiro. Em 1610, foi passada para Sebastião Fagundes Varela, que passou a utilizar a região como local de pastagem para seu gado e para retirada de madeira, que moviam o Engenho de Nossa Senhora da Conceição da Lagoa. Em 1808, dom João VI desapropriou a região e a cedeu a dona Aldonsa da Silva Rosa. O português Manoel dos Santos Passos comprou-as em 1810. Ele passou-as em testamento ao sobrinho  Antônio da Costa Passos. Após a morte deste, o terreno passou para os sobrinhos Francisco da Silva Melo e Francisco Nascimento de Almeida Gonzaga. Bernardino José Ribeiro comprou-as em 1844 e vendeu-as no ano seguinte ao empresário francês Carlos Leblon, que montou, na região, uma empresa de pesca de baleias. Na época, as baleias, em especial as cachalotes, eram muito importantes na economia, pois forneciam óleo usado na construção civil e na iluminação pública. Nesse período, as terras de Leblon passaram a ser conhecidas como Campo do Leblon. A partir de 1854, com a implantação da iluminação a gás pelo Barão de Mauá, o negócio de pesca de baleias entrou em decadência, e Leblon vendeu seu terreno ao empresário Francisco Fialho. 
Em 1878, Fialho vendeu as suas terras para vários compradores, entre os quais o português José de Seixas Magalhães (ou José de Guimarães Seixas), que era simpatizante do movimento pela abolição da escravidão e que utilizou as terras para abrigar escravos fugitivos no chamado quilombo do Leblon. No início do século XX, a Companhia Construtora Ipanema adquiriu os terrenos, dividiu-os em pequenos lotes com ruas oficiais e, em 26 de julho de 1919, começou a vendê-los a particulares, já com o nome de "Leblon". Em 1920, o prefeito Carlos Sampaio construiu os canais do Jardim de Alá e da Avenida Visconde de Albuquerque.
Em 1969, após um incêndio, a favela da Praia do Pinto, que abrigava 15 000 moradores e se localizava no coração do bairro, estendendo-se até as margens da lagoa Rodrigo de Freitas, foi destruída pelas autoridades do governo militar e do estado da Guanabara. Seus moradores transferidos para conjuntos habitacionais em Cordovil, Cidade de Deus e Cruzada São Sebastião e para abrigos da Fundação Leão XIII.

## estréia internacional
o estréia internacional do rio foi o rede de cinema Kinoplex no shopping leblon no dia 22 de março de 2011.

## Economia

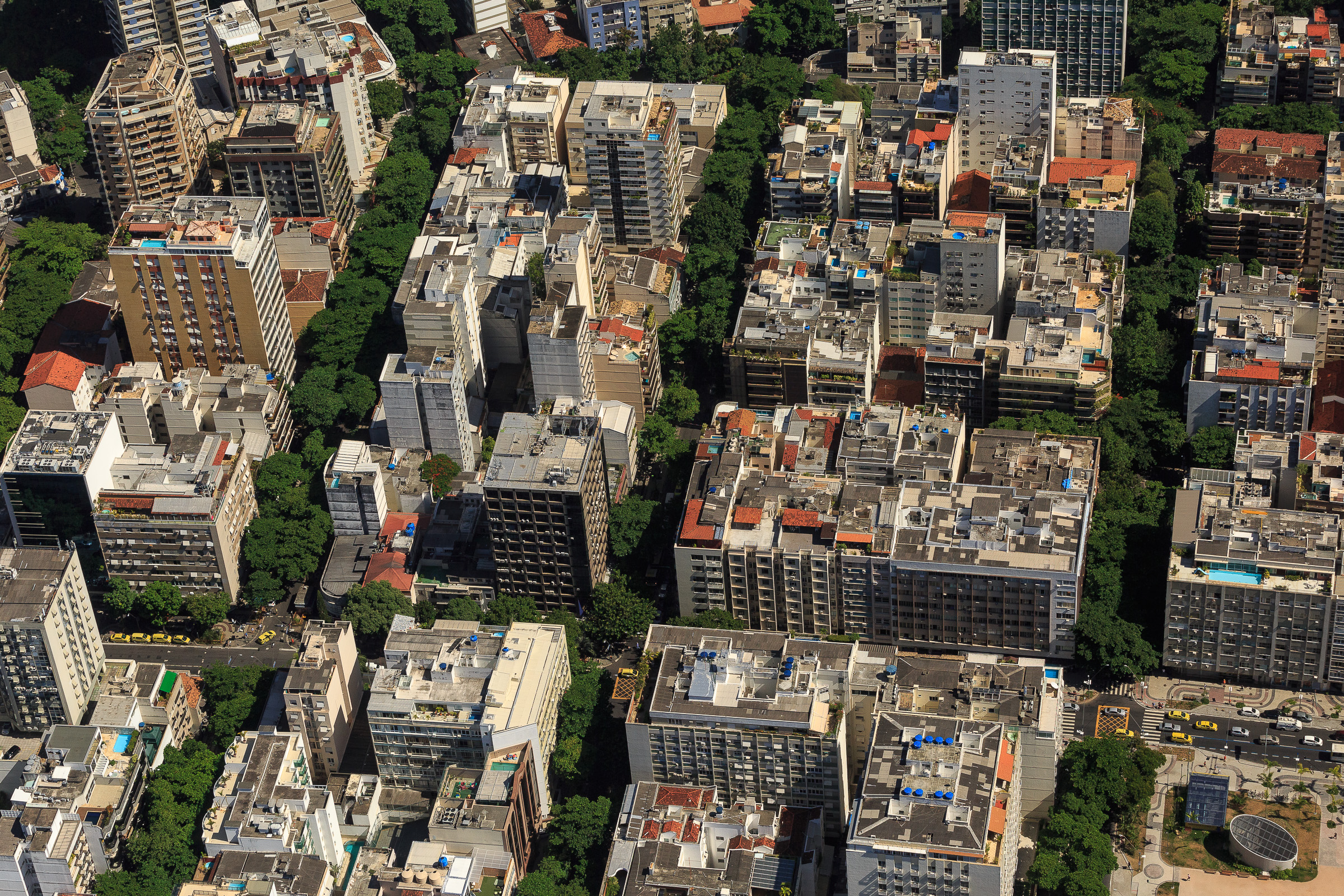
Vista aérea do bairro do Leblon

O rendimento nominal médio mensal das pessoas de 10 anos ou mais de idade (com rendimento) do Leblon é de 6 844,63 reais (segundo o censo de 2010 do Instituto Brasileiro de Geografia e Estatística). O Leblon é um dos bairros mais cobiçados da cidade e o que mais valoriza a cada ano. Tem o metro quadrado mais caro do país, custando 18 332 reais. Nas áreas próximas à praia, no entanto, esse valor pode chegar a 20 000 reais.
Algumas das causas dessa valorização exorbitante dos imóveis na região foram o projeto urbanístico Rio-Cidade na Avenida Ataulfo de Paiva e as Áreas de Proteção ao Ambiente Cultural.
De acordo com a FipeZAP, em 2023 o Leblon era o bairro com os imóveis mais caros do Brasil, com o preço médio de R$ 22.544 /m².

## Demografia
Composição Étnica
| Etnias  |     |
| ------- | --- |
| Brancos | 87% |
| Pardos  | 8%  |
| Negros  | 3%  |

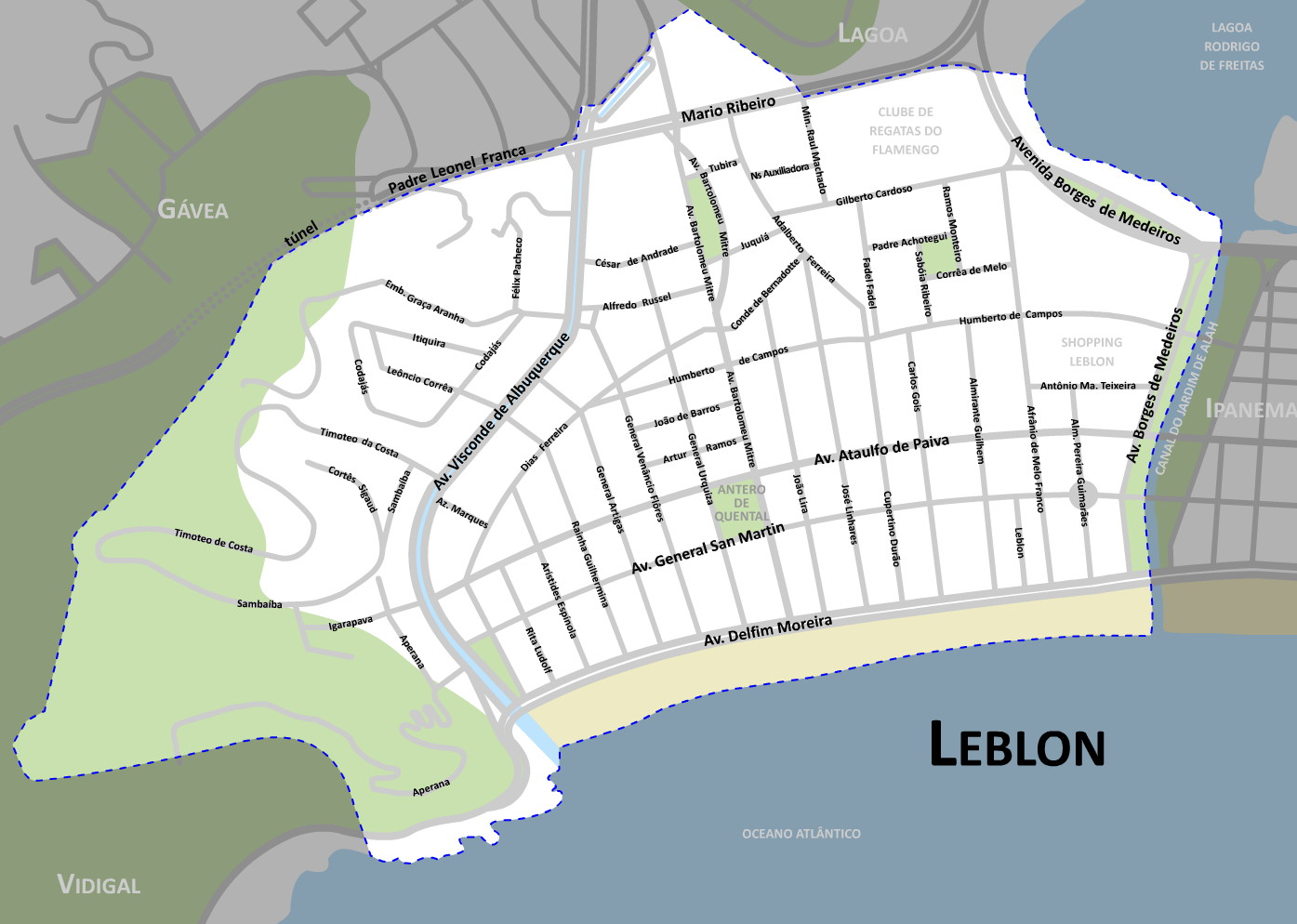
Mapa do Leblon.

- População: 46 044 habitantes (Instituto Brasileiro de Geografia e Estatística, censo ano 2010)

## Localidades
- Alto Leblon, fica no entorno da parte alta da Rua Timóteo da Costa.[18]
- Baixo Leblon - O Baixo Leblon fica entre a Avenida Ataulfo de Paiva, a Rua Dias Ferreira e a Rua Aristides Espínola. A partir dos anos 1970, se firmou como ponto de intelectuais, artistas como Cazuza, Miguel Falabella, Elba Ramalho e Alceu Valença, entre outros. O termo “baixo” tem origem carioca, sendo uma definição informal para a concentração de bares em determinada área geográfica, formando um "itinerário etílico"; o Baixo Leblon foi o pioneiro na cidade do Rio de Janeiro a usar este termo.[18]
- Selva de Pedra

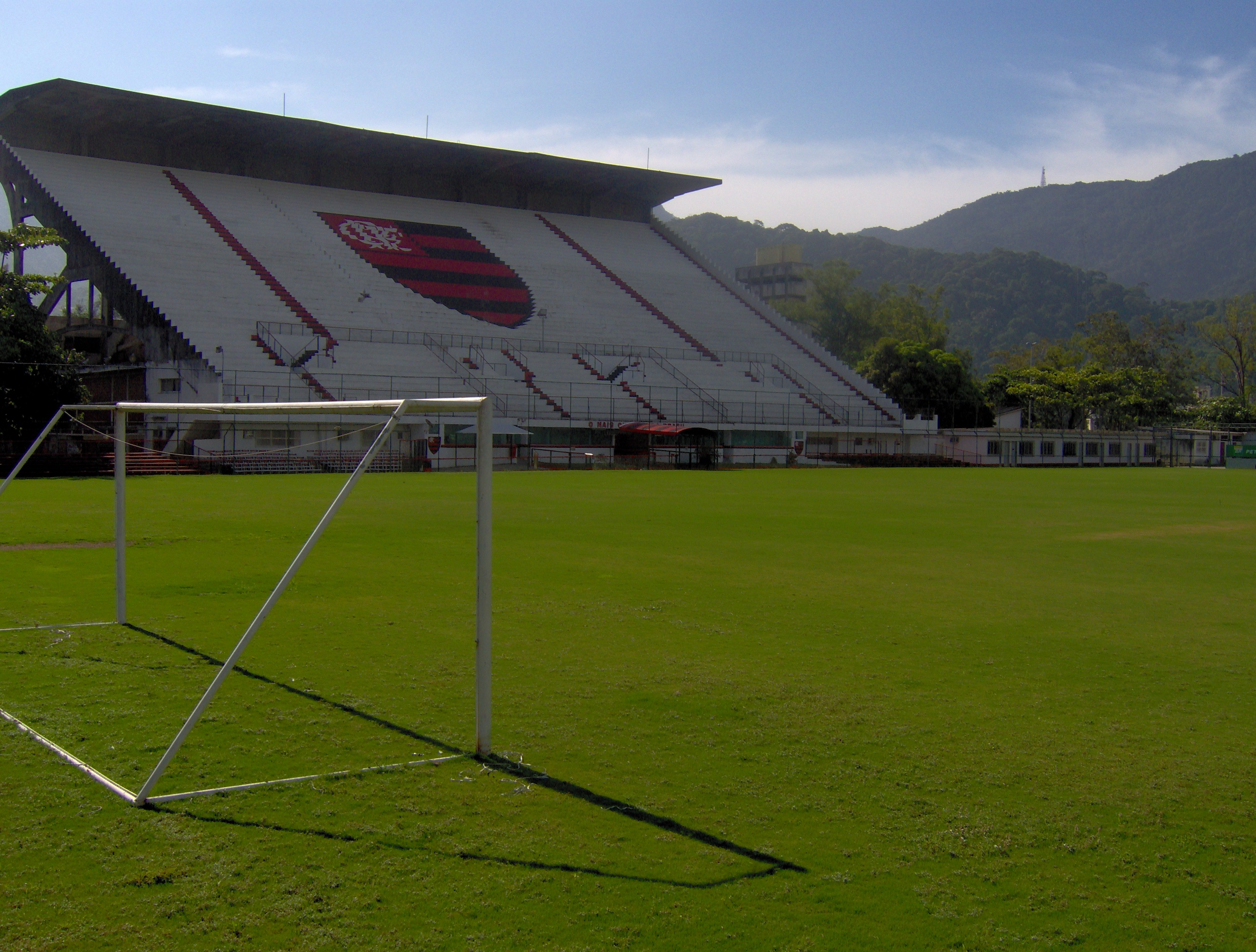
Estádio José Bastos Padilha
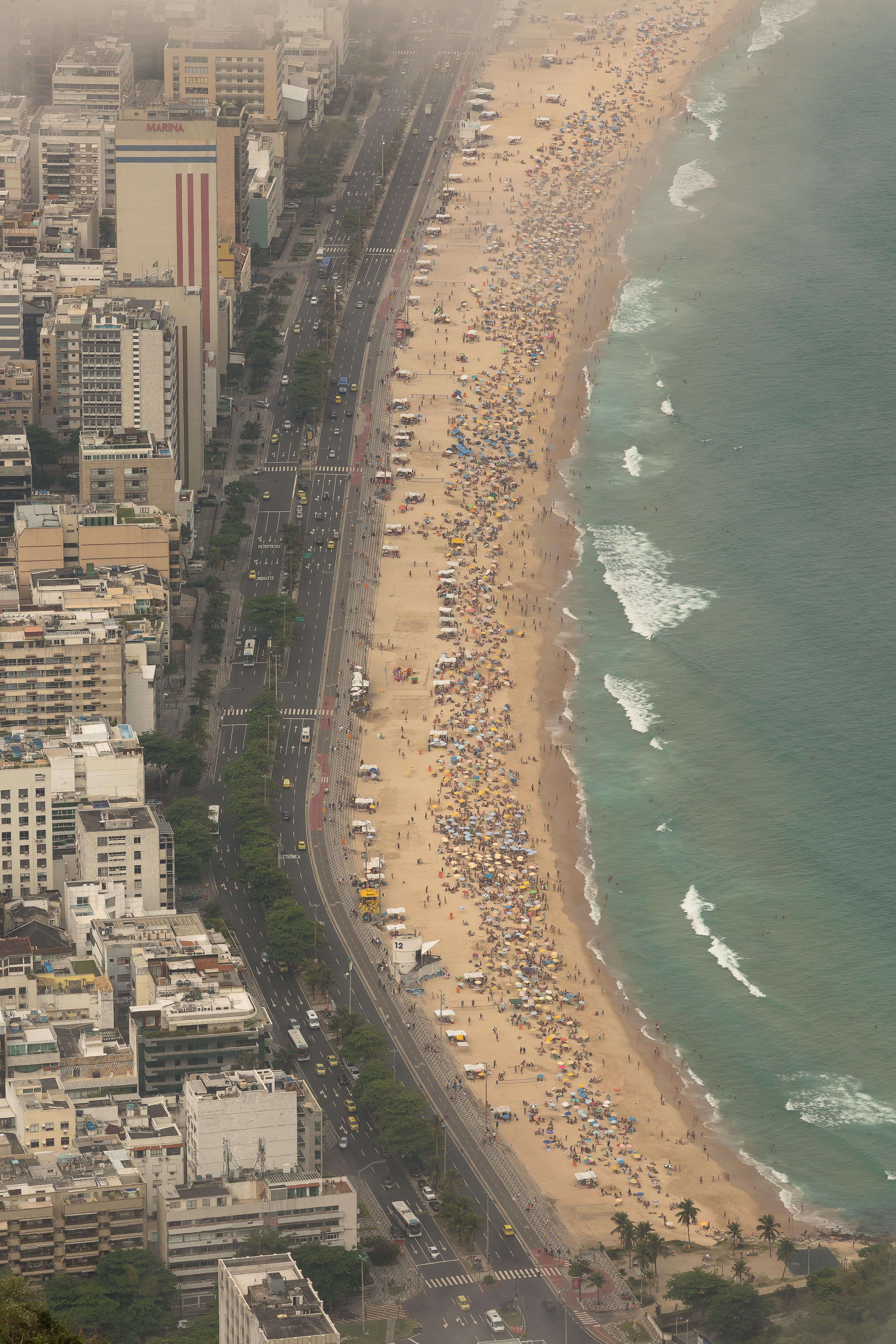
Foto aérea da praia
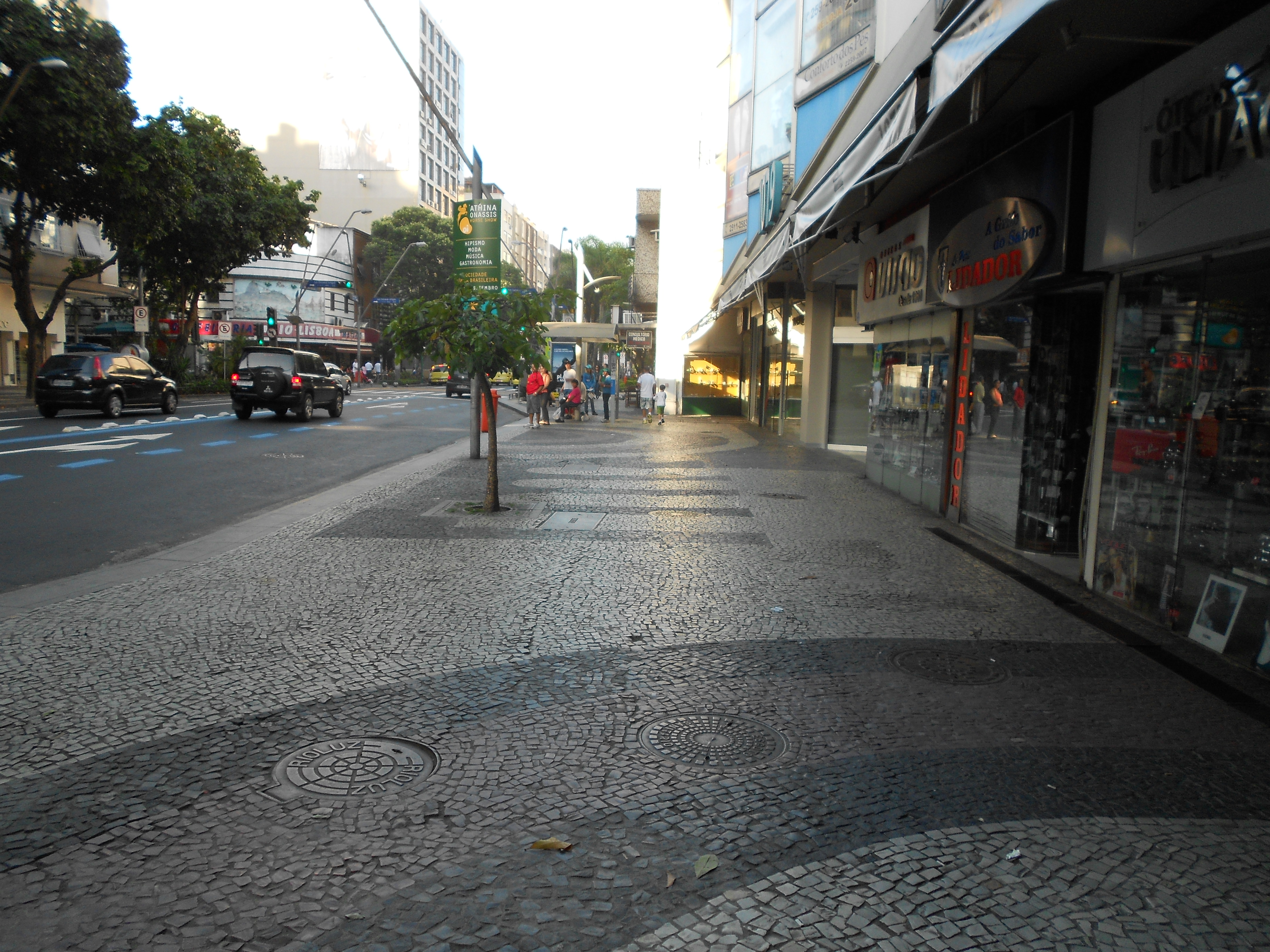
Avenida Ataulfo de Paiva
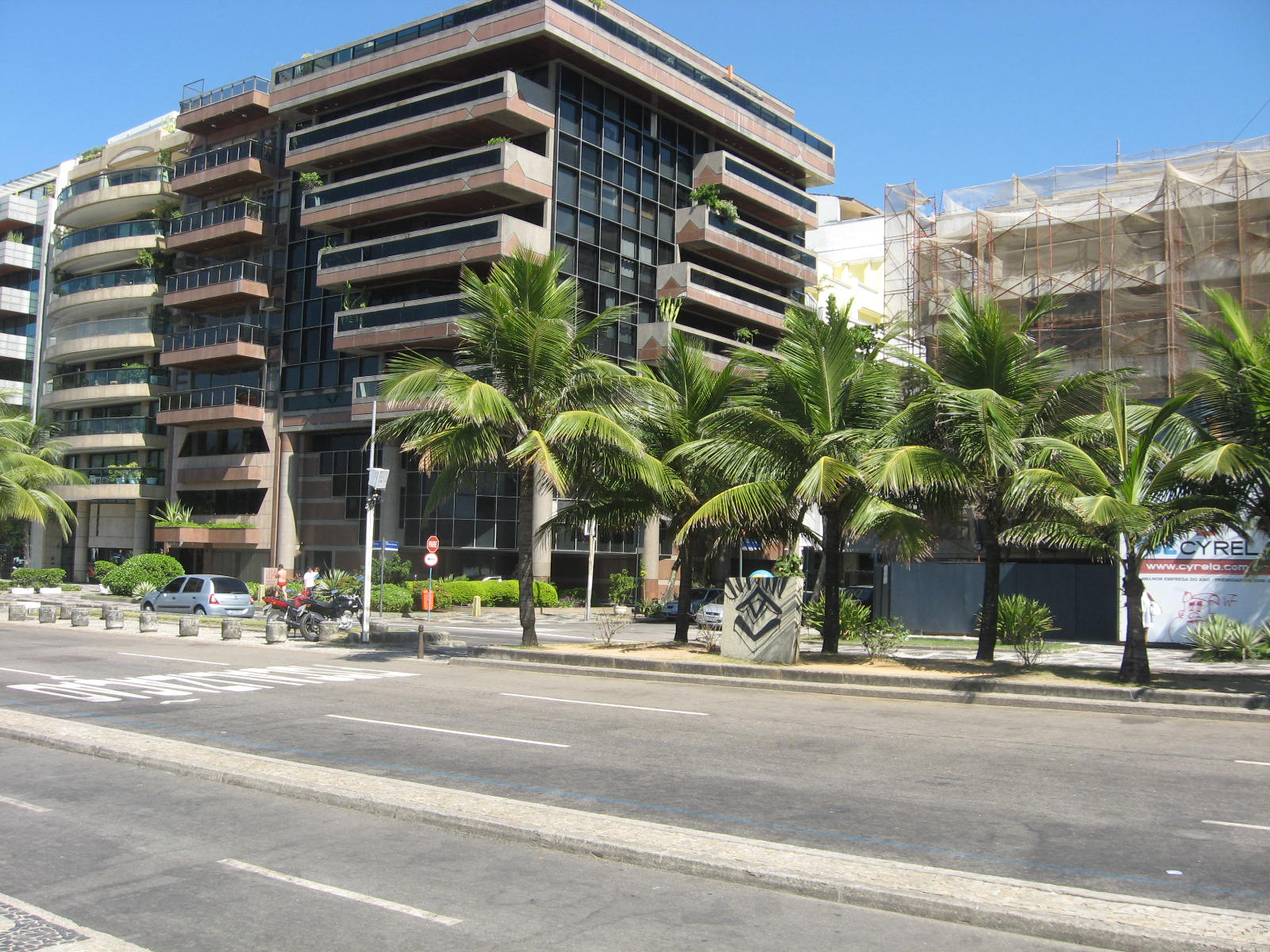
Vista dos edifícios de alto padrão do bairro
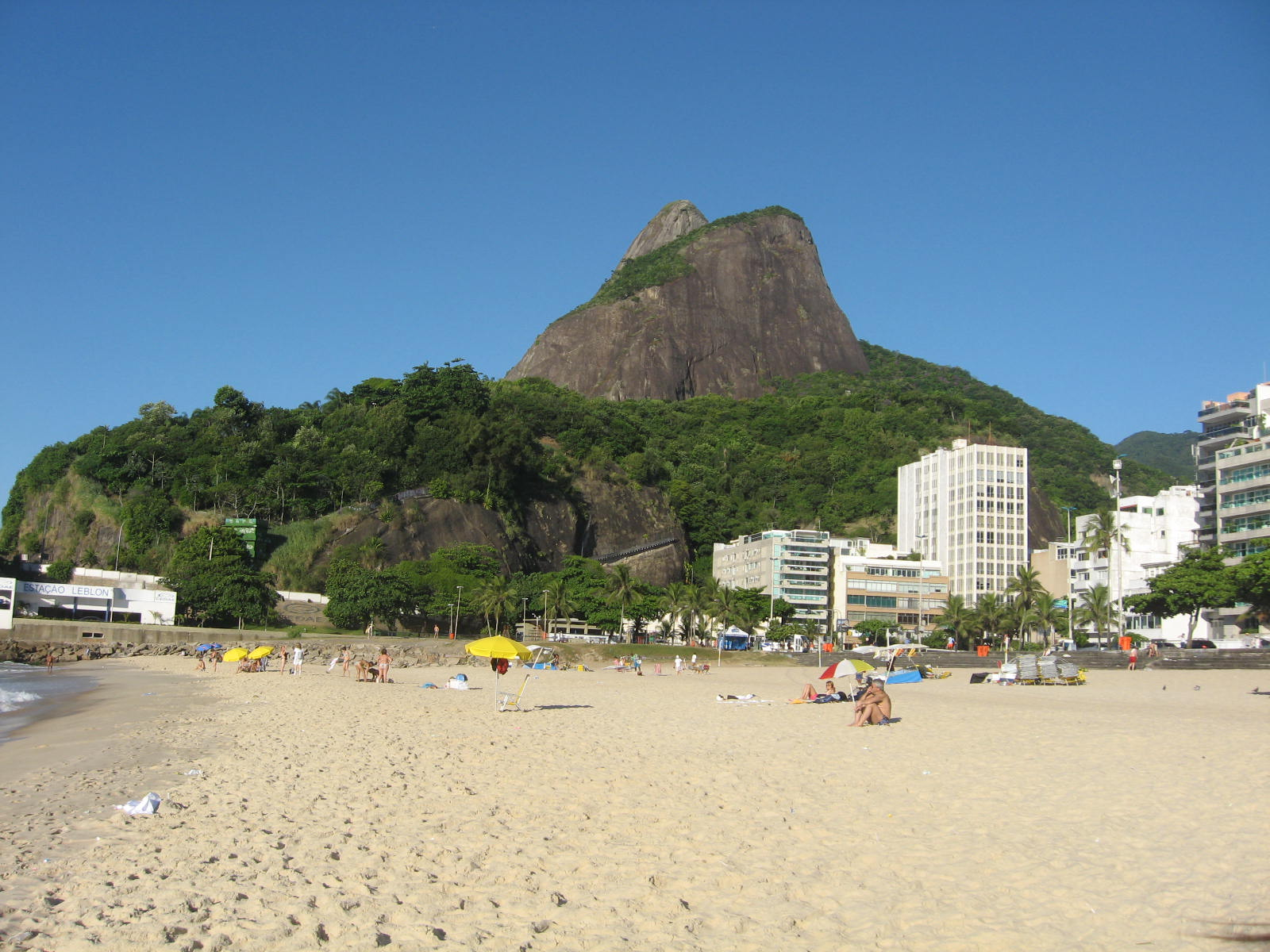
Praia do Leblon
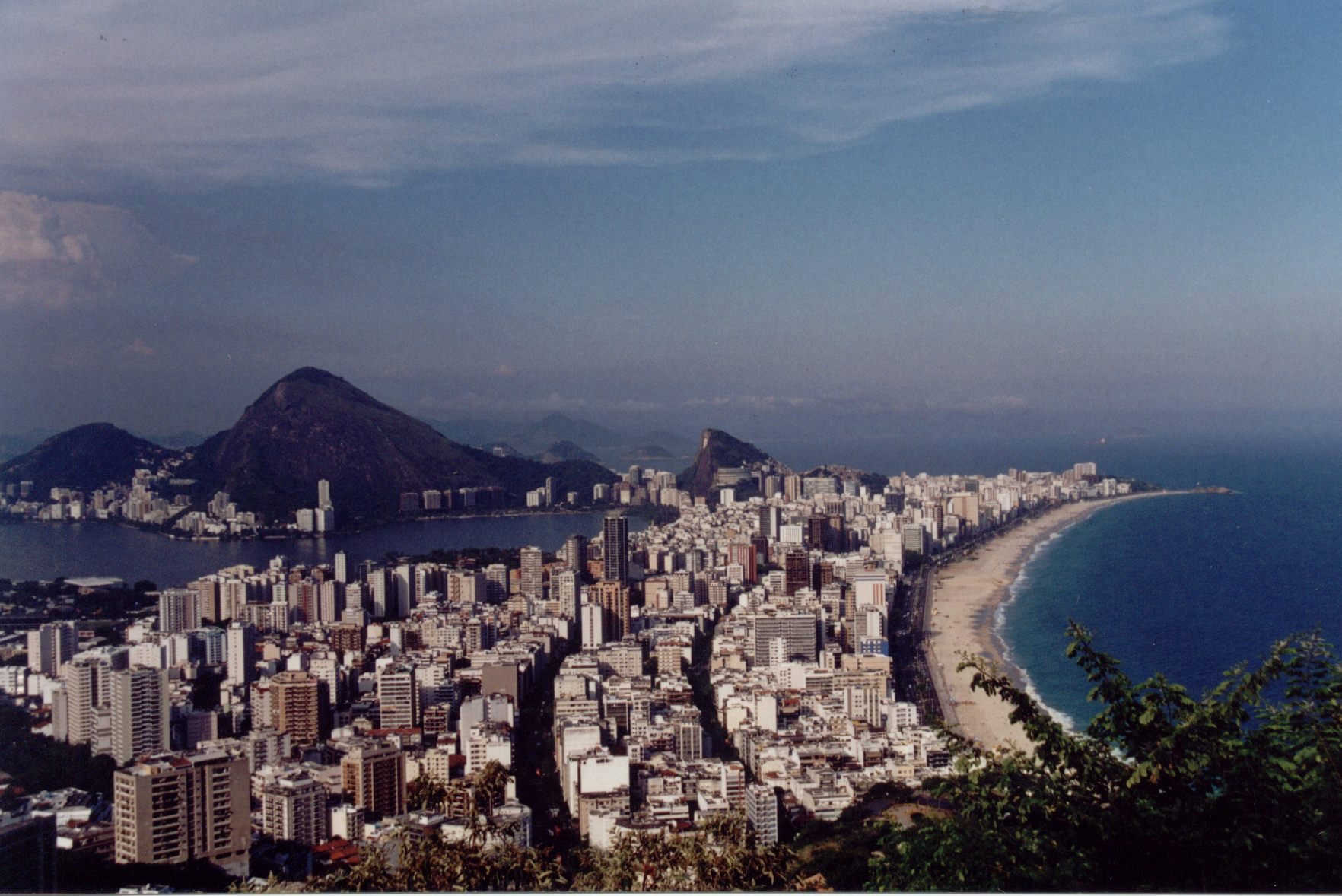
Vista do bairro a partir do Morro Dois Irmãos
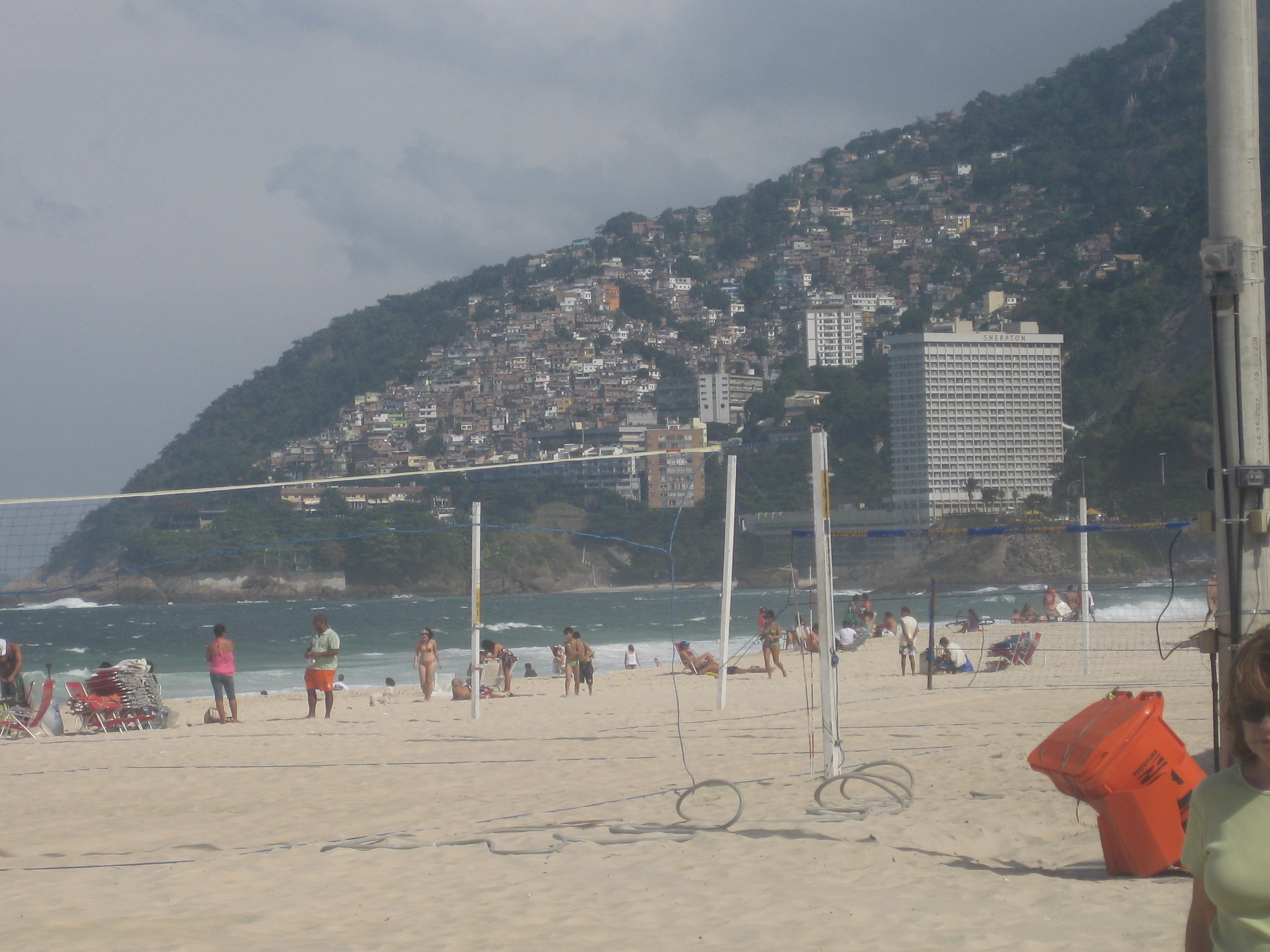
Praia de Leblon e favela Vidigal